# Siegmund Peak
Siegmund Peak är en bergstopp i Antarktis. Den ligger i Östantarktis. Nya Zeeland gör anspråk på området. Toppen på Siegmund Peak är 1 623 meter över havet, eller 115 meter över den omgivande terrängen. Bredden vid basen är 1,3 km.
Terrängen runt Siegmund Peak är kuperad åt sydost, men åt nordväst är den bergig. Trakten är obefolkad. Det finns inga samhällen i närheten. 